# Piroska Reichardová
Piroska Reichardová (nepřechýleně Piroska Reichard; maďarsky Reichard Piroska; 26. září 1884 Berehovo – 1. ledna 1943 Budapešť) byla maďarsko-židovská básnířka, kritička a překladatelka.

## Život a dílo
Narodila se na Podkarpatské Rusi židovským rodičům Ernesztině (rozené Friedmannové) a Márkovi Reichardovi. Navštěvovala střední školu v Miskolci, učitelský diplom a doktorát získala na univerzitě v Budapešti. Později se stala učitelkou na střední škole.
Její práce se poprvé objevily v literárním časopise Nyugat, do kterého se stala pravidelnou přispěvatelkou a v letech 1908 až 1941 publikovala asi osmdesát příspěvků. Překládala také do maďarštiny díla Nietzscheho, Edgara Allana Poea a dalších, psala eseje, povídky a dětskou literaturu. Nejvíce známá byla pro svou poezii, která se často zabývala tématem samoty. Její nejpozoruhodnější sbírky veršů jsou Az életen kívül („Mimo život“, 1911) a Őszi üdvözlet („Podzimní pozdravy", 1922). V roce 1932 byla oceněna Baumgartenovou cenou.
Nevydržela ponížení způsobené příchodem zákonů a dekretů ustanovujících zbavení práv Židů. Prvního ledna 1943 spáchala sebevraždu.

### Výběr z díla
- Az életen kívül (básně, Budapest, 1911)
- Őszi üdvözlet (básně, Budapest, 1922)
- A változó napokkal (básně, Budapest, 1936)
- A Szentírás Babits Mihály költeményeiben; Franklin Ny., Budapest, 1943
- Telamon históriája; vyd., předmluva Eszenyi Miklós; Magyar Kulturális, Közösségi és Turisztikai Egyesület, Miskolc, 2016